# Shamell Stallworth
Shamell Stallworth (Fresno, California, 7 de septiembre de 1980) es un baloncestista estadounidense nacionalizado brasileño que juega en la posición de escolta. Actualmente integra el plantel profesional del Caxias do Sul Basquete del Novo Basquete Brasil.

## Trayectoria
Stallworth creció jugando fútbol americano y recién durante su adolescencia comenzó a practicar baloncesto. Entre 1999 y 2003 asistió a la Universidad de San Francisco. Allí fue parte de los San Francisco Dons, por lo que compitió en la West Coast Conference de la División I de la NCAA. Culminó su campaña en el baloncesto universitario estadounidense habiendo jugado 112 partidos en los que promedió 9,7 puntos, 3,2 rebotes y 1,5 asistencias por encuentro.
Se presentó al Draft de la NBA de 2003, pero no fue contratado por ninguna franquicia. En consecuencia retornó a la universidad por un semestre para culminar sus estudios en psicología y marketing.
En 2004 fue contratado por el Araraquara de Brasil para actuar en la fase final del Campeonato Paulista de Basquete. Luego de esa breve experiencia, retornaría a su país con la idea de abandonar el deporte profesional y convertirse en empleado bancario, pero una oferta del Paulistano lo hizo cambiar de opinión. 
Su paso por ese equipo sería muy fructífero para él y le serviría para afianzarse como jugador. En 2007 dejó Brasil con rumbo a Croacia para incorporase al KK Zadar, a la sazón dirigido por Aleksandar Petrović. Con ese club se consagraría campeón de la Premijer Liga croata y tendría la chance de jugar la Copa ULEB 2007-08. 
Tras un fugaz paso por el baloncesto chino, Stallworth retornaría a Brasil para competir en el NBB por los siguientes 15 años. Se destacó jugando para Pinheiros -con el que obtuvo la Liga de las Américas 2013-, Mogi das Cruzes -al que guio a la conquista de la Liga Sudamericana de Clubes 2016-, y São Paulo -campeón de la Liga de Campeones de Baloncesto de las Américas 2021-22-. Sólo dejaría Brasil en 2013 para jugar en el equipo venezolano Marinos de Anzoátegui (con el cual terminaría como subcampeón de la LPB), y nuevamente en 2024 cuando jugó para el Atlético Puerto Varas de la Liga Nacional de Básquetbol de Chile.
En 2019 participó del Quai 54 World Streetball Championship como parte de Streetopia, un equipo en el que también estaban Scott Machado, Leandro Barbosa y J. P. Batista entre otros.